# Vitamin B2
Vitamin B2, riboflavin ili laktoflavin je vitamin iz skupine vitamina B (B-kompleks). Sastavni je dio enzima koji u staničnim mitohondrijima sudjeluju u oksidacijskim procesima (flavoproteini). Potreban je za obnavljanje svih stanica u tijelu, posebice eritrocita. Dnevna potreba za riboflavinom iznosi oko 1,2 - 1,3 mg, a njegovi su glavni izvori biljna hrana, jetra, jaja i mlijeko. U nedostatku riboflavina mogu se razviti probavni poremećaji, raspukline u kutovima usana, osjećaj žarenja u koži i očima te neurološki poremećaji. Vitamin B2 se primjenjuje u obliku soli topljivih u vodi. Često ga nazivaju i faktorom rasta odnosno disanja stanica. Uključen je u metaboličke procese cijeloga tijela te je neophodan u iskorištavanju energije iz hrane. Riboflavin je naračastožuti prašak gorka okusa. Slabo se topi u vodi, a otopina je žute boje. Strukturno gledajući čine ga aloksazinska jezgra i ugljikohidrat riboza. Aktivni je sastojak dva koenzima: FMN - flavin-mononukleotida (čine ga riboflavin i fosfat) i FAD – flavin–adenin-dinukleotida (čine ga riboflavin, dva fosfata i adenin). Do gubitka ovog vitamina može doći izlaganjem na Suncu te kuhanjem. Preporučene dnevne količine (RDA) za odraslu zdravu ženu su od 1,2 - 1,3 mg, a za zdravog muškarca su od 1,4 - 1,7 mg. Ovaj vitamin također igra važnu ulogu u metabolizmu preko svojih koenzima FMN i FAD. Hipovitaminoza nastaje najčešće nedovoljnim unosom hrane pa može doći do problema s vezivnim tkivom, noktima i vidom.

## E101 riboflavin
Riboflavin je prirodno žuto bojilo biljnog podrijetla. Riboflavin je narančasto-žuti prašak gorka okusa, topljiv u vodi, a poznat je kao vitamin B2. Prirodno se nalazi u mlijeku i mliječnim proizvodima, mesu, jajima, kvascu, te u zelenom povrću i integralnom brašnu. Riboflavin se industrijski proizvodi uglavnom kemijskom sintezom iz D-riboze, aloksana i 3,4-dimetilanilina. Može se proizvesti i pomoću genetički modificiranih organizama, ali procjena učinaka tako dobivenog riboflavina još nije dovršena. Dodaje se hrani radi povećanja vitaminskog sadržaja te se samo u tim slučajevima deklarira kao vitamin B2. Ako se upotrebljava kao bojilo, namirnicama se dodaje po pravilu quantum satis (namirnici se smije dodati samo onoliko aditiva koliko je nužno da se postigne željeni učinak) a na deklaraciji se označuje kao E101 ili riboflavin. Smatra se bezopasnim.

### Dopuštena upotreba
Aromatiziranim i gorkim likerima, gorkoj sodi, gorkom vinu, Americanu dopušteno je dodati do 100 mg/L. Ostaloj hrani i bezalkoholnim pićima dodaje se po pravilu quantum satis. Najčešće se upotrebljava u pekarskim proizvodima, alkoholnim aromatiziranim napitcima, keksima, kolačima, jestivomu vanjskom pokrovu Pasturmi (vrsta suhomesnatog proizvoda), voćnom jogurtu, ostalim aromatiziranim mliječnim proizvodima, topljenom siru i pripravcima topljenog sira, povrću u ulju, octu i salamuri (osim maslina), bombonskim proizvodima, masama za punjenje, preljevima, sladoledu i prašku za sladoled, prašku za pudinge, kreme, deserte, bezalkoholnim osvježavajućim napitcima, koncentratima za juhe i umake, dodatcima jelima (osim umaka od rajčica), začinskim mješavinama, grickalicama od krumpira i žitarica, senfu.

### Slike
|                     |                                                  |                                   |
| Riboflavin u prahu. | Klizanje zbog nedostatka riboflavina kod pilića. | Boja otopine riboflavina (desno). |

## Vanjske poveznice
|  | Zajednički poslužitelj ima još gradiva o temi Vitamin B2 |